# Armoriale dei comuni della provincia del Sud Sardegna
Questa pagina contiene le armi (stemmi e blasonature) dei comuni della provincia del Sud Sardegna.
| Stemma | Comune e blasonatura | Gonfalone e/o bandiera |
| ------ | --- | ---------------------- |
|        | Arbus Trinciato: nel primo, d'oro, al piccone e alla vanga, di nero, decussati, attraversati dalla lampada esagonale da minatore, dello stesso, accesa di rosso, unita alla catena di dieci anelli, di nero, posta in palo, uscente dal lembo del capo; nel secondo, di azzurro, alla montagna rocciosa la naturale, evocante l'Arcuentu, sostenuta dal terreno di verde con profilo ondulato, uscente dal fianco destro ed esteso fino alla linea di partizione; il tutto alla campagna di azzurro, mareggiata di argento, caricata dalla barca, con lo scafo di legno al naturale e con due vele di argento. Ornamenti esteriori da comune. D.P.R. del 2 settembre 1998 Gonfalone: Drappo partito di verde e di bianco, riccamente ornato di ricami d'argento e caricato dallo stemma con la iscrizione centrata in argento, recante la denominazione del Comune. D.P.R. del 2 settembre 1998 |                        |
|        | Armungia |                        |
|        | Ballao D'azzurro, al cinghiale di nero, armato di argento, passante sulla pianura di verde; al capo palato di quattro pezzi, d'oro e di rosso. Ornamenti esteriori da Comune. Gonfalone: Drappo partito di rosso e di verde… |                        |
|        | Barrali |                        |
|        | Barumini D'azzurro, al castello formato da due torri riunite dalla cortina di muro, essa cortina sostenente la terza torre, centrale, col fastigio sovrastante le torri laterali, torri e cortina prive di merli, esso castello d'oro, murato di nero, finestrato di quattro, dello stesso, tre finestre nelle torri, una nella cortina, fondato sulla pianura diminuita, di verde, sormontato dalla lettera maiuscola B, d'oro. Ornamenti esteriori da Comune. Gonfalone: Drappo di giallo bordato di azzurro… D.P.R. del 13 novembre 2002 |                        |
|        | Buggerru Di cielo, a due cutter di legno al naturale, con le vele latine gonfie, di argento, banderuolati dello stesso, equipaggiati di due al naturale, voganti sul mare di azzurro, mareggiato di argento; al capo partito: nel primo, d'oro, caricato dal piccone da minatore di nero e dal badile dello stesso, con i manici di legno al naturale, decussati, essi manici attraversati dalla lampada da minatori di nero; nel secondo, di argento, caricato da quattro gocce di sangue, di rosso, ordinate in fascia. Ornamenti esteriori da Comune. D.P.R. del 6 aprile 2005 Gonfalone: Drappo di bianco… D.P.R. del 6 aprile 2005 |                        |
|        | Burcei Partito semitroncato: il primo di rosso, allo spino di verde, fiorito di cinque d'argento; il secondo d'argento, al ramoscello di ciliegio al naturale, fogliato e fruttato di tre; il terzo d'azzurro a due colline di verde, nascenti dalla punta, sormontate da una capra al naturale, corrente. Ornamenti esteriori da Comune. D.P.R. del 22 ottobre 1963 Gonfalone: Drappo azzurro, riccamente ornato di ricami d'argento caricato dallo stemma sopra descritto con la iscrizione centrata in argento: Comune di Burcei. Le parti di metallo ed i cordoni saranno argentati. L'asta verticale sarà ricoperta di velluto azzurro con bullette argentate poste a spirale. Nella freccia sarà rappresentato lo stemma del Comune e sul gambo inciso il nome. Cravatta e nastri tricolorati dai colori nazionali fregiati d'argento. D.P.R. del 22 ottobre 1963 |                        |
|        | Calasetta In campo azzurro, una torre d'argento, fondata su una collina verde che si erge da un fianco dello scudo verso un mare ondato d'argento. D.P.R. 18 agosto 1978 Gonfalone: Drappo partito di bianco e di azzurro. D.P.R. 18 agosto 1978 |                        |
|        | Carbonia D'azzurro, alla lampada da minatore, alla montagna formata da un banco di carbone, il tutto al naturale, la lampada addestrata in alto. R.D. del 26 ottobre 1939 Gonfalone: Drappo partito d'azzurro di nero riccamente ornato di ricami d'oro, caricato dallo stemma sopra descritto con l'iscrizione centrata in oro: CITTÀ DI CARBONIA. R.D. del 26 ottobre 1939 |                        |
|        | Carloforte Semipartito troncato: il 1° di rosso, alla croce d'argento; il 2° d'azzurro, al grifone d'oro; il 3° di campo di cielo, alla rupe di verde uscente dal fianco sinistro, digradante verso destra, fondata in punta, sostenente una torre d'oro merlata alla guelfa di tre, murata, chiusa e finestrata di nero, essa rupe unita al mare di azzurro fluttuoso d'argento, uscente dal fianco destro e fondato in punta, esso mare sostenente un'imbarcazione di verde attraversante, lo scafo posto in banda con la prua a sinistra e con la poppa munita di vessillo d'argento caricato di una croce di rosso, essa imbarcazione priva di vela e con l'alberatura ed il sartiame di nero. Ornamenti esteriori da Comune. D.P.R. 29 ottobre 2012 Gonfalone: Drappo di azzurro… Gonfalone precedentemente in uso: Drappo partito di azzurro e di rosso… |                        |
|        | Castiadas Troncato: nel PRIMO, d’argento al cervo fermo, d'oro, in profilo, sostenuto dalla campagna diminuita, troncata di verde e di azzurro, accompagnato a destra dal corbezzolo di verde fustato al naturale, fruttato d'oro, a sinistra dal ginepro di verde, fustato al naturale, fruttato d'oro, corbezzolo e ginepro nodriti nella campagna diminuita; nel SECONDO, di argento, all'edificio già carcere in Castiadas, di rosso, mattonato di nero, finestrato di sette dello stesso, chiuso di nero, fondato sulla pianura di verde. Ornamenti esteriori da Comune. Gonfalone: Drappo di giallo. DPR dell'8 aprile 1999 |                        |
|        | Collinas Stemma d'azzurro, al nuraghe d'argento, murato di nero, fondato sul rilievo centrale della collina, formata da tre rilievi tondeggianti, fondata in punta, di verde, il rilievo centrale pari alla base del nuraghe, i rilievi laterali di larghezza minore, esso nuraghe accompagnato in capo da sei scudetti d'oro, ordinati in fascia. Ornamenti esteriori da Comune. D.P.R. del 2 gennaio 1993 Gonfalone: Drappo di giallo D.P.R. del 2 gennaio 1993 |                        |
|        | Decimoputzu Semipartito troncato: il primo di rosso, alla lettera maiuscola D d'oro; il secondo, di azzurro, a sette spighe di grano d'oro, impugnate, legate d'argento; il terzo di azzurro, mantellato d'oro, alla statuetta della Dea Madre dello stesso. Ornamenti esteriori da Comune. D.P.R. 22 maggio 2002 Gonfalone: Drappo partito di azzurro e di bianco… D.P.R. 22 maggio 2002 |                        |
|        | Dolianova Di azzurro, alla sbarra diminuita, tagliata di argento e di rosso, accompagnata in capo dalla cattedrale fondata su un terreno ristretto, e in punta dall'albero di olivo sradicato, accostato da due tralci di vite, il tutto al naturale. Ornamenti esteriori da Comune. Gonfalone: drappo partito di bianco e di rosso. DPR dell'8 novembre 1957 |                        |
|        | Domus de Maria Gonfalone: Drappo troncato di azzurro e di rosso. DPR del 25 marzo 1993 |                        |
|        | Domusnovas D'azzurro, al monte di lavagna, aperto del campo accostato da una muraglia d'argento, merlata, murata di nero, uscente dal fianco destro; il tutto sostenuto da terrazzo di verde su campagna di rosso caricata da una lanterna accesa d'argento. Ornamenti esteriori da Comune. D.P.R. del 13 agosto 1964 Gonfalone: drappo partito di rosso e d'azzurro… D.P.R. del 13 agosto 1964 |                        |
|        | Donori Gonfalone: drappo partito di verde e di giallo… DPR dell'8 agosto 1994 |                        |
|        | Escalaplano Di azzurro, alla scala d'oro, di forma trapezoidale, con quattro pioli, d'oro, sostenuta da due leoni controrampanti, d'oro, allumati e linguati di rosso, il leone posto a destra sostenente la scala con le zampe anteriori e con la zampa posteriore sinistra, il leone posto a sinistra sostenente la scala con le zampe anteriori e con la zampa posteriore destra, scala e leoni sostenuti dalla campagna di verde. Ornamenti esteriori da Comune. Gonfalone: Giallo con la bordatura di azzurro. DPR del 24 giugno 2003 |                        |
|        | Escolca Interzato in fascia: il primo, di rosso, alla scimitarra di argento, posta in fascia, l'elsa posta a sinistra; il secondo, interzato in fascia, di azzurro, di rosso, di azzurro; il terzo, di rosso, alle tre spighe di grano, d'oro, gambute e fogliate dello stesso, poste in palo e ordinate in fascia. Ornamenti esteriori da Comune. Gonfalone: drappo di bianco… Concessione di stemma e gonfalone D.P.R. del 21 settembre 2004 |                        |
|        | Esterzili Partito: il PRIMO, di rosso, alla targa rettangolare d'oro caricata dalla scritta IMP. OTHONE CAESARE AUG. COS. in lettere maiuscole di nero ed in cinque righe; il SECONDO, di azzurro, alla pianta di vitalba di verde, fiorita d'argento, nodrita nella pianura di verde; al capo d'oro, caricato da quattro pali di rosso. Ornamenti esteriori da Comune. Gonfalone: drappo partito di azzurro e di rosso… Concessione di stemma e gonfalone D.P.R. del 26 giugno 2008 |                        |
|        | Fluminimaggiore Di argento, alla torre di rosso, mattonata di nero, merlata alla guelfa di tre, finestrata del campo, aperta dello stesso, fondata sulla campagna di azzurro, fluttuosa di argento. Ornamenti esteriori da Comune. D.P.R. dell'11 maggio 2004 Gonfalone: Drappo partito di bianco e di rosso… D.P.R. dell'11 maggio 2004 |                        |
|        | Furtei Troncato: il PRIMO, di rosso, alle tre spade d'argento, impugnate, con le punte all'ingiù, la spada in palo attraversante; il SECONDO, di cielo, al ponte di tre archi, d'oro, murato di nero, l'impalcato con le parti laterali in sbarra e in banda abbassate, esso ponte uscente dai fianchi e fondato sulla campagna di azzurro, fluttuosa di argento. Ornamenti esteriori da Comune. Gonfalone: Drappo di bianco… D.P.R. del 22 giugno 2005 |                        |
|        | Genuri Partito: il PRIMO, di azzurro, al nuraghe di argento, murato di nero, chiuso e finestrato dello stesso, fondato sulla campagna di verde; il SECONDO, di rosso, all'olivo di verde, fustato e sradicato al naturale, fruttato di nove, di nero; al capo d'oro caricato dal tralcio di vite al naturale, posto in fascia, fruttato di tre di porpora, ogni grappolo pampinoso di due, di verde. Sotto lo scudo, su lista bifida e svolazzante di azzurro, il motto, in lettere maiuscole di nero, PARVUS SED APTUS MIHI. Ornamenti esteriori da Comune. D.P.R. 25 febbraio 2008 Gonfalone: Drappo di bianco con la bordatura di verde… |                        |
|        | Gergei D'azzurro, alle due spade decussate, poste all'altezza del punto d'onore, d'argento, guarnite d'oro, la spada in banda attraversante, accompagnate in punta dalla fiamma al naturale, ritondata all'ingiù. Ornamenti esteriori da Comune. Gonfalone: Drappo di bianco con la bordatura di azzurro… Concessione di stemma e gonfalone D.P.R. del 9 gennaio 2004 |                        |
|        | Gesico Gonfalone: Drappo di rosso… DPR del 3 febbraio 1998 |                        |
|        | Gesturi Di azzurro, al cavallo rivoltato di nero, gaio e galoppante nella palude al naturale con sullo sfondo due alberi di sughero di verde, fustati al naturale, inclinati in sbarra, nodriti su terrazza erbosa di verde. Ornamenti esteriori da Comune. Gonfalone: Drappo troncato di verde e di azzurro caricato dell'Arma sopra descritta ed ornato di ricchi fregi d'argento. DPR del 27 novembre 2002 |                        |
|        | Giba Semipartito troncato: il primo, d'argento, all'albero di ulivo sradicato, al naturale, fruttato di quattordici di nero; il secondo, d'oro, al grappolo d'uva di porpora, munito del tralcio di verde, posto in fascia, pampinoso di due dello stesso; il terzo, di rosso, al cavallo corrente d'argento. Ornamenti esteriori da Comune. Gonfalone: drappo partito di verde e di bianco… DPR del 22 luglio 1991 |                        |
|        | Goni Troncato dalla fascia diminuita di verde: il primo, d'azzurro, alla torre di rosso, mattonata di nero, merlata alla guelfa di cinque, aperta e finestrata di nero, fondata sulla fascia, essa torre accompagnata a destra dalla corona speciale d'oro, formata dal cerchio brunito, cordonato ai margini, cimato da tre fioroni visibili, alternati da due perle al naturale visibili, sostenute da punte, e a sinistra dalla mitria con le infule svolazzanti, d'argento, con ricami d'oro, gemmata, le infule frangiate d'oro; il secondo, di azzurro, al monte all'italiana di sei colli, di verde, fondato in punta. Ornamenti esteriori da Comune. Gonfalone: Drappo partito di bianco e di verde. DPR del 20 dicembre 2001 |                        |
|        | Gonnesa Tagliato trasversalmente da una sbarra rossa contenente una stella d'oro di cinque raggi; nella prima parte del fianco destro della sbarra vi è una montagna al naturale di colore verde, nella seconda a sinistra della sbarra il maglio, il piccone, il badile con la lampada da minatore appesa al manico, i pezzi sono incrociati e legati di rosso. Gonfalone: Drappo rosso riccamente ornato di ricami d'argento con la scritta Comune di Gonnesa, contenente lo stemma comunale. |                        |
|        | Gonnosfanadiga Campo di cielo, alla montagna di azzurro, alludente al monte Linas, caricata a destra dalla casetta di argento, coperta di rosso, vista di tre quarti, con la facciata volta a sinistra, chiusa di nero, finestrata di due nel fianco, dello stesso, fondata sulla campagna di verde, essa campagna caricata nella parte alta dallo specchio d'acqua, d'azzurro, uscente dai lembi, a guisa di fascia; campagna, montagna, campo, attraversati dall'albero di verde, fustato al naturale, posto a sinistra, nodrito nell'angolo sinistro inferiore della campagna, la montagna sormontata dall'aquila di nero, caricata dallo scudetto ellittico, di rosso alla croce d'argento. Ornamenti esteriori da Comune. Gonfalone: Drappo di bianco, riccamente ornato di ricamo d'argento e caricato dallo stemma sopra descritto con la iscrizione centrata in argento, recante la denominazione del Comune. Le parti di metallo ed i cordoni saranno argentati. L'asta verticale sarà ricoperta di velluto bianco, con bullette argentate poste a spirale. Nella freccia sarà rappresentato lo stemma del Comune e sul gambo inciso il nome. Cravatta con nastri ricolorati dai colori nazionali frangiati d'argento. |                        |
|        | Guamaggiore Troncato dalla fascia diminuita di argento: nel PRIMO, di rosso, alle due frecce, decussate, con le punte all’insù, la freccia in banda attraversante, di argento; nel SECONDO, di azzurro, alle tre montagne di verde, fondate in punta, la montagna a destra con i declivi interamente visibili, la montagna a sinistra con il declivio in sbarra in piccola parte celato, la montagna centrale con i declivi parzialmente celati e sormontata dalla stella di otto raggi d’oro. Sotto lo scudo. su lista bifida e svolazzante, di rosso, il motto, in lettere maiuscole di nero, A MAGNA PESTILENTIA NOS LIBERASTI. Ornamenti esteriori da Comune. Gonfalone: Drappo partito di azzurro e di bianco… DPR del 24 aprile 2000 |                        |
|        | Guasila D'azzurro, alla chiesa d'argento munita di campanile posto a sinistra e di pronao con timpano e con otto colonne, accompagnata nel canton destro dalla spiga di frumento d'oro, posta in sbarra, uscente dal fianco destro e fogliata di due; al capo di rosso, caricato da tre monti triangolari d'argento, il centrale più elevato, sormontati dalla corona liscia d'oro, sostenente otto punte di cui cinque visibili. Ornamenti esteriori da Comune. Gonfalone: Drappo partito di rosso e di azzurro. DPR del 24 novembre 1983 |                        |
|        | Guspini Tagliato: nel primo di rosso, ad un maglio e una piccozza di argento, posti in croce di Sant'Andrea e passante verticalmente nella legatura della candela da minatori ed una fiaccola accesa anch'essa d’argento; nella seconda di azzurro, ad un aratro di legno, dal vomero in argento, sulla campagna di verde. Ornamenti esteriori da Comune. Gonfalone: Drappo trinciato di bianco e di rosso… DPR del 20 dicembre 1957 |                        |
|        | Iglesias Di rosso, alla fascia d'azzurro caricata di tre monete d'oro all'aquila di nero carica nel petto della croce di Savoia. Ornamenti esteriori da città. R.D. del 7 aprile 1933 Gonfalone: Drappo d'azzurro riccamente ornato di ricami d'oro e caricato dello stemma comunale con l'iscrizione centrata in oro: città di Iglesias. Le parti di metallo ed i cordoni dorati. L'asta verticale ricoperta di velluto azzurro con bullette dorate poste a spirale. Nella freccia è rappresentato lo stemma del comune con nastri tricolorati dai colori nazionali frangiati d'oro. D.P.R. del 5 dicembre 1984 |                        |
|        | Isili Di verde, alla vacca ferma, doro D.P.R. del 20 giugno 1988 Gonfalone: Drappo partito di giallo e di verde ornato di ricami d'argento e caricato dallo stemma comunale. |                        |
|        | Las Plassas Di azzurro, al castello di argento, munito di una sola torre posta a sinistra, murato di nero, merlato alla guelfa, il fastigio di sedici, la torre di quattro, il castello finestrato di cinque, di nero, quattro in fascia nel corpo del castello, una nella torre, sormontato dall'albero arborense, sradicato, con la parte legnosa al naturale, munito di sette ramoscelli, tre per parte in banda e in sbarra, uno in palo sulla punta, fogliato di sessantacinque, di verde, undici foglie ciascuno nei quattro ramoscelli inferiori, sette foglie ciascuno nei due ramoscelli superiori, sette foglie nel ramoscello in palo, il castello fondato sulla collina di verde, fondata in punta. Ornamenti esteriori da Comune. Gonfalone: drappo di bianco… D.P.R. del 18 aprile 2006 |                        |
|        | Lunamatrona Inquartato: nel primo, di rosso, alle tre spighe di grano, impugnate, d'oro, legate di azzurro; nel secondo, di argento, all'olivo al naturale, sradicato, fruttato d'oro; nel terzo, d'oro, al grappolo d'uva, di nero, gambuto di verde, munito del tralcio dello stesso, posto in fascia, pampinoso di due all'insù, di verde; nel quarto, di azzurro, alla pecora ferma, di argento. Ornamenti esteriori da Comune. Gonfalone: Drappo troncato di azzurro e di rosso. D.P.R. del 21 dicembre 1989 |                        |
|        | Mandas D.P.R. del 25 marzo 1998 Gonfalone: Drappo partito di giallo e di rosso… D.P.R. del 25 marzo 1998 |                        |
|        | Masainas Troncato semipartito: il primo, di azzurro, all'ombra di sole, d'oro; il secondo, di rosso, al grappolo d'uva, di azzurro, unito al tralcio al naturale, posto in fascia, pampinoso di due, di verde; il terzo, di verde, alle due rose, di rosso, bottonate d'oro, posto in palo. Ornamenti esteriori da Comune. D.P.R. del 21 settembre 2004 Gonfalone: Drappo partito di verde e di giallo… D.P.R. del 21 settembre 2004 |                        |
|        | Monastir Trinciato: nel primo, di argento, al torchio nuragico, visto assonometricamente, di rosso; nel secondo, di azzurro, all'emblema dei Monaci Camaldolesi, effigiante le due colombe, affrontate, d'argento, abbeverantisi nel calice d'oro, con le zampe poste sullo stelo e sulla base, esso calice sormontato dalla cometa d'oro, con sette raggi e con l'ottavo raggio inglobato dalla coda ondeggiante in palo, all'ingiù. Ornamenti esteriori da Comune. Gonfalone: drappo di bianco con la bordatura di azzurro, riccamente ornato di ricami di argento e caricato dallo stemma sopra descritto con la iscrizione centrata in argento, recante la denominazione del Comune. |                        |
|        | Muravera D'argento, all'albero di agrumi, sradicato, di verde, fruttato di otto, d'oro, con la chioma posta in capo e le radici nel cuore dello scudo, accompagnato in punta dalla vacca, ferma, di rosso. Gonfalone: Drappo partito di giallo e di rosso… |                        |
|        | Musei D'argento ad un toro di nero attraversante sulla pianura di verde il tronco di un albero di ulivo al naturale fruttato d'oro; nel canton destro del capo una pianta di legumi al naturale; nel canton sinistro un grappolo d'uva di nero pampinosa di due. Ornamenti esteriori da Comune. D.P.R. del 5 dicembre 1978 Gonfalone: drappo partito di verde e di giallo… |                        |
|        | Narcao Semipartito troncato: il primo, di azzurro, alla lettera maiuscola N d'oro; il secondo, d'oro, a due picconi decussati, d'argento, manicati di nero; il terzo, di rosso, al monte all'italiana di tre cime, di verde, fondato in punta, cimato da tre spighe di grano d'oro, in ventaglio. Ornamenti esteriori da Comune. Gonfalone: drappo partito di giallo e di azzurro. DPR del 13 febbraio 2001 |                        |
|        | Nuragus Semipartito troncato: nel 1° d'azzurro, al grappolo d'uva d’argento, pampinoso di due di verde; nel 2° di verde, al covone di spighe di grano d'oro, legato da un nastro di rosso; nel 3° di rosso al nuraghe Santu Millanu d'argento, fondato sulla campagna di verde. Ornamenti esteriori da Comune. Gonfalone: drappo di giallo. DPR del 27 settembre 2021 |                        |
|        | Nurallao Semipartito troncato: il primo, di rosso, all'albero stilizzato d'Arborea d'oro, sradicato, munito di sette ramoscelli, tre per parte in banda e in sbarra, uno in palo sulla punta, fogliato di cinquantanove, nove foglie in ciascuno dei ramoscelli laterali, cinque foglie nel ramoscello in palo; il secondo, di verde, all'anfora doppiamente ansata, di rosso; il terzo, di azzurro, all'aratro di foggia arcaica, di legno al naturale, posto con il vomere a sinistra e sostenuto dalla pianura di verde. Ornamenti esteriori da Comune. Gonfalone: drappo di giallo… DPR del 29 settembre 2011 |                        |
|        | Nuraminis D.P.R. del 17 aprile 1990 Troncato: nel primo, d'oro, al corvo di nero, tenente col becco la foglia di verde, posta all'ingiù, col picciolo sporgente dal becco, all'insù; nel secondo, di verde, alla croce scorciata e patente, d'oro. Ornamenti esteriori da Comune. Gonfalone: drappo partito di giallo e di verde… D.P.R. del 17 aprile 1990 |                        |
|        | Nurri Inquartato: il primo, di azzurro alla cornucopia d'oro, colma di frutta e foglie al naturale; il secondo, trinciato di azzurro e d'oro; il terzo, di rosso, a sette spighe di grano d'oro, impugnate, legate di azzurro; il quarto, di azzurro, alla pecora d'argento, con la testa rivolta, riposante sulla pianura di verde. Ornamenti esteriori da Comune. Gonfalone: Drappo partito di bianco e di rosso… DPR del 16 aprile 2002 |                        |
|        | Nuxis Inquartato in decusse: nel primo di rosso, alla fiaccola d'oro; nel secondo d'argento, al rametto d'ulivo al naturale; nel terzo d'argento, al rametto di noce al naturale; nel quarto di rosso alla stella di 8 punte d'argento, accompagnata in capo da un libro d'argento sul quale è scritto 1957; sul tutto in cuore una clessidra d'argento. Gonfalone: drappo in bianco di mt 2 x 1 sormontato dalla scritta “Comune di Nuxis”, lo Stemma al centro e con al di sotto un ramo d'alloro ed un ramo di quercia legati insieme da un nastro tricolore. Deliberazione del Consiglio Comunale del 29 giugno 2007 |                        |
|        | Orroli D'oro, al nuraghe di rosso, murato di nero, chiuso dello stesso, fondato sulla pianura di azzurro, fluttuosa di argento; esso nuraghe sormontato dalla ruota di Santa Caterina di otto raggi e sedici lame, di rosso, essa ruota forata del campo. Ornamenti esteriori da Comune. Gonfalone: drappo troncato di rosso e di bianco… DPR del 21 gennaio 2009 |                        |
|        | Ortacesus Troncato semipartito: il primo, di verde, all'edificio a difesa della fonte Mitza S'Orrù, di argento, murato di nero, con cupola semisferica, visto di spigolo, con le due monofore ad arco, di nero; il secondo, di rosso, al covone di spighe di grano, d'oro, legato di verde; il terzo, di azzurro, ai tre bisanti d'oro, male ordinati. Sotto lo scudo, su lista bifida e svolazzante di azzurro, il motto, in lettere maiuscole di nero, SANCTUS PETRUS PATRONUS NOSTER. Ornamenti esteriori da Comune. Gonfalone: Drappo di giallo. DPR del 29 gennaio 2003 |                        |
|        | Pabillonis D'azzurro, all'aquila sorante, d'argento, sostenuta dal monte all'italiana di tre cime, di verde, fondato in punta. Ornamenti esteriori da Comune. D.P.R. 27 luglio 2020 Gonfalone: Drappo di bianco. D.P.R. 27 luglio 2020 |                        |
|        | Pauli Arbarei Troncato: nel PRIMO, d'azzurro, ai tre fenicotteri d'argento, uno accanto all'altro, con le zampe attraversanti la campagna paludosa di verde, con erbe palustri attraversanti sull'azzurro, in atto di pescare nella campagna stessa; nel SECONDO, di rosso, alle tre pecore d'oro, una accanto all'altra, pascolanti nella campagna di verde, con la testa e le zampe attraversanti. Ornamenti esteriori da Comune. D.P.R. del 9 gennaio 2001 Gonfalone: Drappo troncato di rosso e d'azzurro, riccamente ornato di ricami d'argento e caricato dello stemma sopra descritto con la iscrizione centrata in argento, recante la denominazione del Comune. Le parti di metallo ed i cordoni saranno argentati. L'asta verticale sarà ricoperta di velluto dei colori del drappo, alternati, con bullette argentate poste a spirale. Nella freccia sarà rappresentato lo stemma del Comune e sul gambo inciso il nome. Cravatta con nastri ricolorati dai colori nazionali frangiati d'argento. D.P.R. del 9 gennaio 2001 |                        |
|        | Perdaxius Inquartato: il primo,d'oro, alla lettera maiuscola P, di rosso; il secondo, di azzurro, alle cinque spighe di grano, d'oro, impugnate, legate di rosso; il terzo, di azzurro, alla campana d'oro, legata di rosso; il quarto, di rosso, alla pecora d'argento, con la testa rivolta, riposante sulla campagna di verde. Sotto lo scudo, su lista bifida e svolazzante di azzurro, la scritta il lettere maiuscole di nero, ANNO DOMINI MCMLVIII. Ornamenti esteriori da Comune. Gonfalone: drappo di giallo bordato di azzurro. D.P.R. del 14 marzo 2002 |                        |
|        | Pimentel Di rosso, ai due leoni d'oro, linguati e allumati di rosso, affrontati, reggenti con entrambe le zampe anteriori il medaglione ellittico di azzurro, caricato dalla lettera maiuscola P, d'oro; al capo partito d'oro e di azzurro. Ornamenti esteriori da Comune. Gonfalone: drappo di azzurro. DPR del 24 giugno 2003 |                        |
|        | Piscinas Partito: il primo, di rosso, alle tredici stelle di sei raggi, d'oro, poste 3, 3, 3, 3, 1; il secondo, di azzurro, alla fontana di tre bacini, il bacino superiore piccolo, quello intermedio di misura mediana, quello inferiore grande, il bacino superiore zampillante, l'acqua ricadente nei bacini inferiori, il tutto d'argento, essa fontana sostenuta dalla campagna di verde. Ornamenti esteriori da Comune. D.P.R. del 3 marzo 2005 Gonfalone: Drappo partito di bianco e di rosso… D.P.R. del 3 marzo 2005 |                        |
|        | Portoscuso Gonfalone: drappo di azzurro… DPR del 4 giugno 1979 |                        |
|        | Sadali Di azzurro, all'alta rupe di verde, uscente dal fianco destro, fondata in punta e unita alla pianura, dello stesso, essa rupe caricata dalla cascata d'acqua, di argento, desinente e allargata in punta, accompagnata dalla struttura antica della chiesa di San Valentino, d'oro, fondata sulla pianura, chiusa con portale a sesto acuto, di nero, munita di rosone sopra la porta con finestrella tonda, dello stesso, e cimata centralmente dal campanile a vela di due luci, d'oro; il tutto accompagnato in capo dalla stella di otto raggi, dello stesso. Ornamenti esteriori da Comune. Gonfalone: drappo di giallo con la bordatura di azzurro… Concessione di stemma e gonfalone D.P.R. del 24 maggio 2005 |                        |
|        | Samassi D'azzurro, alla chiesa di San Gemiliano, d'argento, murata di nero, fondata in punta, caricato dalle nove spighe di grano d'oro, legate d'azzurro, impugnate. Gonfalone: Drappo di bianco… DPR dell'8 settembre 2000 |                        |
|        | Samatzai Scudo azzurro all'interno del quale si trova un covone di grano d'oro legato di rosso. Al di sopra del covone di grano si trova il capo d'argento con cinque scudetti rossi di foggia spagnola, ordinati 3, 2. Gonfalone: drappo troncato di giallo e di bianco… DPR del 9 settembre 1999 |                        |
|        | San Basilio Partito semitroncato: nel primo, di azzurro, alla chiesa di San Basilio, d'oro, murata di nero, il fianco destro rovinato, chiusa dello stesso, cimata dal campanile a vela d'oro, di due luci, aperte del campo, munito di due campane d'oro, esso campanile cimato da due merli tricuspidali d'oro e centralmente dal basamento sostenente la croce latina dello stesso, essa chiesa fondata sulla pianura di verde; nel secondo, di rosso, alla pecora d'argento con la testa rivolta, riposante sulla pianura di verde; nel terzo, d'oro, al ramoscello di olivo posto in banda, di verde, fogliato di dodici, dello stesso, fruttato di cinque, di nero. Ornamenti esteriori da Comune. Gonfalone: drappo partito di giallo e di verde… DPR del 28 luglio 2016 |                        |
|        | San Gavino Monreale Di argento, al castello di rosso, merlato alla guelfa, mattonato, chiuso e finestrato di nero, fondato su un terreno di verde, di forma trapezoidale, accompagnato ai fianchi da due fiori di zafferano al naturale; esso castello sovrastato dall'immagine di san Gavino a cavallo al naturale, vestito con tunica di rosso e munito di corazza d'oro e di elmo ornato di tre piume, la centrale di rosso, le laterali di azzurro, raffigurato nell'atto di trattenere, con una mano, un vessillo di rosso. Ornamenti esteriori da Comune. Gonfalone: drappo partito di bianco e di rosso… DPR del 15 aprile 1996 |                        |
|        | San Giovanni Suergiu Semitroncato partito: il primo, di azzurro, alla chiesa di argento, vista frontalmente, murata e chiusa di nero, finestrata con finestrella tonda dello stesso, munita della cella campanaria, posta centralmente, di argento, aperta nel campo; la chiesa fondata sulla linea di partizione; il secondo, d'oro, alla quercia di verde, fustata e sradicata al naturale; il terzo, di rosso, al leone d'oro, coronato con corona all'antica di tre punte visibili, dello stesso. Ornamenti esteriori da Comune. Gonfalone: Drappo partito di rosso e di azzurro. D.P.R. dell'11 giugno 1997 |                        |
|        | San Nicolò Gerrei Partito: il primo, d'oro, alla fontana di rosso, zampillante di azzurro, fondata sulla pianura, dello stesso; il secondo, di rosso, alla colonna dorica, d'oro, fondata in punta; il tutto sotto il capo di verde, caricato dalle parole, in lettere maiuscole di nero AUSONIA MAGNA GRECIA FENICIA. Ornamenti esteriori da Comune. Gonfalone: Drappo partito di azzurro e di giallo. DPR del 22 giugno 2005 |                        |
|        | San Sperate D'argento, alla pianta di cedro fruttata, accostata a destra da una spiga di grano e a sinistra da una vite pampinata e fruttata di tre, il tutto al naturale e fondato terreno di verde. Ornamenti esteriori del Comune. D.P.R. del 25 maggio 1959 Gonfalone: drappo partito di bianco e verde riccamente ornato di ricami d'argento e caricato dello stemma sopra descritto con l'iscrizione centrata in argento: COMUNE DI SAN SPERATE. Le parti di metallo ed i cordoni saranno argentati. L'asta verticale sarà ricoperta di velluto dai colori del drappo, alternati, con bullette argentate poste a spirale. Nella freccia sarà rappresentato lo stemma del Comune e sul gambo inciso il nome. Cravatta e nastri tricolorati dai colori nazionali frangiati d'argento. |                        |
|        | San Vito D.P.R. del 2 marzo 1984 Gonfalone: drappo partito di bianco e di azzurro… |                        |
|        | Sanluri D'argento, al castello di rosso, posto di profilo, torricellato di quattro pezzi, merlati alla guelfa, aperto e finestrato di nero, caricato di una mazza ferrata e di un giavellotto posti in decusse e di una lancia in palo passante nel punto d'incrocio degli altri due, il tutto d'argento. DPR del 30 settembre 1955 Gonfalone: Drappo partito di bianco e di rosso, riccamente ornato di ricami d'argento e caricato dello stemma comunale. Le parti di metallo ed i cordoni saranno argentati; l'asta verticale sarà ricoperta di velluto dei colori del drappo, alternati, con bullette argentate poste a spirale. Cravatta e nastri tricolorati dei colori nazionali frangiati d'argento. |                        |
|        | Santadi Gonfalone: Drappo trinciato di bianco e di azzurro. |                        |
|        | Sant'Andrea Frius Inquartato: nel primo, di azzurro, alla croce di Sant'Andrea d'argento; nel secondo, di rosso, alle cinque spighe di grano d'oro, impugnate, legate di argento; nel terzo, d'oro al grappolo d'uva, di porpora, munito di tralcio al naturale, posto in fascia e pampinoso di due, uno per parte, di verde; nel quarto, di azzurro, alla pecora, d'argento, camminante sulla campagna di verde, con le quattro zampe a terra. Ornamenti esteriori da Comune. D.P.R. del 7 agosto 1990 Gonfalone: drappo partito di rosso e di bianco, riccamente ornato di ricami d'argento e caricato dello stemma sopra descritto con la iscrizione centrata in argento, recante la denominazione del Comune. Le parti di metallo ed i cordoni saranno argentati. L'asta verticale sarà ricoperta di velluto dei colori del drappo, alternati, con bullette argentate poste a spirale. Nella freccia sarà rappresentato lo stemma del Comune e sul gambo inciso il nome. Cravatta con nastri tricolorati dai colori nazionali frangiati d'argento. |                        |
|        | Sant'Anna Arresi Partito: nel primo, di azzurro, all'ancora d'oro, con la trabe dello stesso, accompagnata da due stelle di otto raggi, una in capo, l'altra in punta, di oro; nel secondo:, d'oro, alla volpe rampante, di rosso, linguata dello stesso. Ornamenti esteriori da comune. D.P.R. del 24 aprile 2001 Gonfalone: Drappo partito di rosso e di azzurro, riccamente ornato di ricami d'argento e caricato dallo stemma civico con la iscrizione centrata in argento, recante la denominazione del Comune. Le parti di metallo ed i cordoni saranno argentati. L'asta verticale sarà ricoperta di velluto dei colori del drappo, alternati, con bullette Argentate poste a spirale. Nella freccia sarà rappresentato lo stemma del Comune e sul gambo inciso il nome. Cravatta con nastri tricolorati dai colori nazionali frangiati. D.P.R. del 24 aprile 2001 |                        |
|        | Sant'Antioco Inquartato: il primo d'argento, al vascello al naturale di quattro vele rigonfie, banderuolato di due, accostato da due gabbiani dal volo spiegato e navigante su di un mare ondato d'argento; il secondo d'azzurro al castello murato di nero, finestrato di sei, fondato su collina di verde; il terzo alla vite pampinata di sette fruttata di tre e terrazzata al naturale; il quarto d'argento al ponte romano di due arcate fondato su campagna al naturale e attraversante uno specchio d'acqua d'azzurro. Ornamenti esteriori da Comune. Gonfalone: Drappo di azzurro… DPR del 22 settembre 1963 |                        |
|        | Sardara D.P.R. del 7 agosto 1990 Gonfalone: drappo partito di bianco e di rosso… |                        |
|        | Segariu Gonfalone: drappo partito di azzurro e di bianco… |                        |
|        | Serramanna Partito semitroncato: nel primo di azzurro, al campanile della chiesa di San Leonardo in Serramanna, ottagonale, di oro, tre lati visibili, finestrato di sette, di nero, tre finestre tonde in alto, tre finestre con arco a tutto sesto a mezza altezza, una finestra con arco a tutto sesto, in basso, esso campanile cimato dalla piccola croce di nero e fondato sulla pianura di verde; nel secondo, d'argento a due pali di nero; nel terzo, di rosso, alle due teste di moro, affrontate, di nero, bendate di argento. Ornamenti esteriori da fronda di alloro di verde con le drupe (bacche) d'oro e fronda di quercia di verde con le ghiande d'oro. |                        |
|        | Selegas D.P.R. del 2 dicembre 1998 Gonfalone: drappo di giallo bordato di azzurro… D.P.R. del 2 dicembre 1998 |                        |
|        | Senorbì Troncato: il primo, di azzurro, alla torre di rosso, mattonata di nero, merlata alla guelfa di tre, chiusa e finestrata di nero, fondata sulla linea di partizione; il secondo, di verde, alle cinque spighe di grano, d'oro, impugnate, legate di rosso. Ornamenti esteriori da Comune. Gonfalone: drappo di giallo con la bordatura di azzurro. DPR del 24 luglio 2007 |                        |
|        | Serdiana Troncato; nel 1° d'azzurro alla Chiesa d'argento, chiusa e finestrata di nero, al ramoscello di ulivo uscente dalla parte superiore del fianco destro dello scudo; nel 2° di verde all'aratro rudimentale d'oro. Ornamenti esteriori da Comune. D.P.R. del 26 ottobre 1974 Gonfalone: drappo troncato, di verde e d'azzurro, riccamente ornato di ricami d'argento e caricato dello stemma sopra descritto con la iscrizione centrata in argento: Comune di Serdiana. Le parti di metallo ed i cordoni saranno argentati. L'asta verticale sarà ricoperta di velluto dei colori del drappo, alternati, con bullette argentate poste a spirale. Nella freccia sarà rappresentato lo stemma del Comune e sul gambo inciso il nome. Cravatta e nastri tricolorati dai colori nazionali frangiati d'argento. |                        |
|        | Serrenti Monti Mannu, campo di grano con spighe ed arco, rami di ulivo intrecciati sotto gli elementi suddetti. |                        |
|        | Serri Semipartito troncato: il primo, di azzurro, alla quercia di verde, fustata al naturale, nodrita nella pianura di rosso, sinistrata dalla volpe d'oro, con la testa e la zampa anteriore destra alzate; il secondo, di verde, al toro furioso, d'oro; il terzo, di azzurro, al nuraghe d'oro, fondato in punta, murato di nero, con la sommità e il fianco sinistro rovinati. Ornamenti esteriori da Comune. Gonfalone: drappo partito di verde e di giallo… Concessione di stemma e gonfalone D.P.R. del 2 ottobre 2006 |                        |
|        | Setzu Gonfalone: Drappo di giallo bordato di azzurro… DPR del 9 gennaio 2001 |                        |
|        | Seui Gonfalone: Drappo di azzurro… DPR del 23 maggio 1956 |                        |
|        | Seulo Gonfalone: drappo di giallo… |                        |
|        | Siddi D'azzurro, alla divinità Sid, rappresentata dal giovane di carnagione, munito di gonnellino di cuoio al naturale, capelluto d'oro, la testa raggiante dello stesso, alla guida del cocchio d'oro, trainato da quattro cavalli di argento, galoppanti, soffianti fiamme di rosso, muniti di briglie, di finimenti d'oro; al capo di rosso, caricato dalla lettera maiuscola S d'oro. Ornamenti esteriori da Comune. D.P.R. del 25 ottobre 1999 Gonfalone: Drappo di bianco con la bordatura di azzurro, riccamente ornato di ricami d'argento e caricato dallo stemma sopra descritto con la iscrizione centrata in argento, recante la denominazione del Comune. Le parti di metallo ed i cordoni saranno argentati. L'asta verticale sarà ricoperta di velluto del colori del drappo, alternati, con bullette argentate poste a spirale. Nella freccia sarà rappresentato lo stemma del Comune e sul gambo inciso il nome. Cravatta con nastri tricolorati dai colori nazionali frangiati di argento. |                        |
|        | Siliqua |                        |
|        | Silius |                        |
|        | Siurgus Donigala Partito: il PRIMO, di azzurro, alla torre di argento, murata di nero, merlata alla guelfa di cinque, finestrata di due in palo, di nero, chiusa dello stesso, fondata sulla pianura di verde, sormontata dalla stella di otto raggi, d'oro; il SECONDO, di rosso, alla grande anfora, doppiamente ansata, di verde, sostenuta dalla pianura dello stesso, sormontata dalla fascia diminuita, d'oro. Motto: DIE XXIX IULII MCMXXVII CONIUNCTIO NOSTRA, scritto su lista bifida e svolazzante di azzurro, in lettere maiuscole di nero. Ornamenti esteriori da Comune. D.P.R. del 9 gennaio 2004 Gonfalone: drappo di giallo D.P.R. del 9 gennaio 2004 D.P.R. del 15 luglio 2004 concessione del motto |                        |
|        | Soleminis Troncato semipartito: nel primo, d'azzurro, alla croce pisana, di argento, accompagnata nei fianchi da sei scudetti spagnoli, tre e tre d'argento, ordinati in palo; nel secondo, di rosso, all'ulivo sradicato, di verde, fruttato di undici, d'argento; nel terzo, d'oro, al grappolo d'uva, di porpora, col tralcio di verde. Ornamenti esteriori di Comune. D.P.R. del 29 luglio 1993 Gonfalone: Drappo troncato di bianco e di verde, riccamente ornato di ricami d'argento e caricato dello stemma sopra descritto, con l'iscrizione centrata in argento, recante la denominazione del comune. D.P.R. del 29 luglio 1993 |                        |
|        | Suelli D.P.R. del 16 febbraio 1999 Gonfalone: D.P.R. del 16 febbraio 1999 |                        |
|        | Teulada D.P.R. 17 novembre 1992, trascritto nel Registro Araldico il 2 febbraio 1993 |                        |
|        | Tratalias Semipartito troncato: nel PRIMO, di azzurro, alla lettera maiuscola T, d'oro; nel SECONDO, di verde, alle sette spighe di grano, d'oro, impugnate, legate di rosso; nel TERZO, di rosso, alla chiesa cattedrale di Santa Maria in Tratalias, di fronte, d'argento, murata di nero, chiusa dello stesso, fondata in punta. Ornamenti esteriori da Comune. D.P.R. del 18 maggio 1995 Gonfalone: drappo partito di bianco e di azzurro, riccamente ornato di ricami d'argento e caricato dallo stemma sopra descritto con la iscrizione centrata in argento, recante la denominazione del Comune. Le parti di metallo ed i cordoni saranno argentati. L'asta verticale sarà ricoperta di velluto dei colori del drappo, alternati, con bullette argentate poste a spirale. Nella freccia sarà rappresentato lo stemma del Comune e sul gambo inciso il nome. Cravatta con nastri tricolorati dai colori nazionali frangiati d'argento. D.P.R. del 18 maggio 1995 |                        |
|        | Tuili Partito: il PRIMO, troncato dalla fascia diminuita di azzurro, a), di rosso, al ramoscello di olivo, posto in banda, fogliato di undici, di verde, fruttato di cinque, di nero; b),di verde, alle nove spighe di grano, impugnate, d'oro, legate di rosso; il SECONDO, d'oro, al cavallo spaventato, di nero, allumato di rosso. Ornamenti esteriori da Comune. Gonfalone: Drappo di giallo bordato di verde… |                        |
|        | Turri Partito semitroncato: il PRIMO, di azzurro, alla torre di due palchi, d'argento, murata di nero, merlata alla ghibellina, il palco superiore di sei, quello inferiore di nove, essa torre finestrata nel palco superiore di nero, chiusa dello stesso, fondata sulla pianura di verde; il SECONDO, di verde, ai quattro fiori di zafferano, posti due e due, di argento; il TERZO, di rosso, alle tre spighe di grano, d'oro, impugnate, legate di verde. Ornamenti esteriori da Comune. Gonfalone: Drappo di bianco… |                        |
|        | Ussana |                        |
|        | Ussaramanna |                        |
|        | Vallermosa |                        |
|        | Villacidro Semitroncato partito: il primo d'azzurro, alle rocce al naturale cimate di verde, caricate al centro da una cascatella d'argento striata d'azzurro; il secondo di rosso, al capriolo d'argento corrente e attraversante il fusto di un pino al naturale nodrito su campagna di verde; il terzo d'argento, all'albero di agrumi sradicato, fruttato di rosso e di giallo (7,7). Ornamenti esteriori da Comune. D.P.C.M. del 15 maggio 1963, Registrato alla Corte dei Conti l'11 giugno 1963, Reg. n° 3, Pres.za fog. n. 230 Gonfalone: drappo bianco riccamente ornato di ricami d'argento e caricato dello stemma sopra descritto con la iscrizione centrata in argento: Comune di Villacidro. Le parti di metallo e i cordoni saranno argentati. L'asta verticale sarà ricoperta di velluto bianco con bullette argentate poste a spirale. Nella freccia sarà rappresentato lo stemma del Comune e sul gambo inciso il nome. Cravatta e nastri tricolorati dai colori nazionali frangiati d'argento. |                        |
|        | Villamar Chiesa di San Pietro, flumini mannu e pianta d'ulivo con sopra una corona e sotto un serto di alloro. Gonfalone: Drappo partito di bianco e di verde… |                        |
|        | Villamassargia |                        |
|        | Villanova Tulo Partito semitroncato: il primo, di azzurro, alla quercia di verde, fustata al naturale, fruttifera di sei, d'oro, nodrita nella pianura di verde; il secondo, di rosso, alle due stelle di otto raggi, ordinate in palo, d'oro; il terzo, di argento, alle due fasce diminuite, ondate, di azzurro, fluttuose d'argento. Ornamenti esteriori da comune. |                        |
|        | Villanovaforru Semipartito troncato: il PRIMO, di verde, alle tre spighe di grano, impugnate, d'oro, legate di rosso; il SECONDO, di rosso, al vaso piriforme nuragico, d'oro, doppiamente ansato, riccamente rabescato, dello stesso; il TERZO, di azzurro, alla chiesa di Santa Marina, formata dall'edificio sacro, d'oro, chiuso di nero, e dal portico di tre archi, antistante, più largo, d'oro, gli archi laterali per metà aperti del campo, essa chiesa sostenuta dalla campagna di verde. Ornamenti esteriori da Comune. Gonfalone: Drappo di giallo… |                        |
|        | Villanovafranca |                        |
|        | Villaperuccio Partito: il primo, di azzurro, alle sette spighe di grano, d'oro, impugnate, legate di rosso, accompagnate da quattro stelle di otto raggi d'oro, due in capo, due in punta, ordinate in fascia; il secondo, di verde, al menhir di Terrazzu, d'oro, fondato sulla campagna di rosso. Ornamenti esteriori da Comune. D.P.R. del 28 gennaio 2004 Gonfalone: Drappo di giallo… D.P.R. del 28 gennaio 2004 |                        |
|        | Villaputzu |                        |
|        | Villasalto |                        |
|        | Villasimius Inquartato in croce d'argento: nel primo di rosso, alla torre merlata; nel secondo di rosso, alla spiga d'oro; nel terzo di rosso, alla pecora d'argento; nel quarto di rosso, al veliero d'oro. Gonfalone: drappo partito di giallo e di azzurro… |                        |
|        | Villasor |                        |
|        | Villaspeciosa Gonfalone: drappo partito di azzurro e di giallo… |                        |